# جام در جام اروپا ۹۲–۱۹۹۱
فصل ۹۲–۱۹۹۱، از مسابقات فوتبال جام برندگان جام اروپا، با برتری ۲ بر ۰ وردر برمن مقابل موناکو، در فینال این رقابت‌ها و در ورزشگاه دالوز به پایان رسید.

## دور انتخابی
| تیم ۱         | نتیجه‌نهایی | تیم ۲                        | بازی رفت | بازی برگشت |
| ------------- | ---------- | ---------------------------- | -------- | ---------- |
| Stockerau     | 0–2        | باشگاه فوتبال تاتنهام هاتسپر | 0–1      | 0–1        |
| Galway United | 0–7        | باشگاه فوتبال ادنسه          | 0–3      | 0–4        |

## دور اول
| تیم ۱                          | نتیجه‌نهایی                      | تیم ۲                        | بازی رفت | بازی برگشت      |
| ------------------------------ | ------------------------------- | ---------------------------- | -------- | --------------- |
| Fyllingen                      | 2–8                             | باشگاه فوتبال اتلتیکو مادرید | 0–1      | 2–7             |
| Athinaikos                     | 0–2                             | باشگاه فوتبال منچستر یونایتد | 0–0      | 0–2 (وقت اضافه) |
| GKS Katowice                   | 3–3 (قانون گل زده در خانه حریف) | باشگاه فوتبال مادرول         | 2–0      | 1–3             |
| باشگاه فوتبال اومانیا          | ۰–۴                             | باشگاه فوتبال کلوب بروژ      | 0–2      | 0–2             |
| Bacău                          | 0–11                            | باشگاه ورزشی وردر برمن       | 0–6      | 0–5             |
| باشگاه فوتبال لفسکی صوفیه      | 3–7                             | باشگاه فوتبال فرنتس‌واروش     | 2–3      | 1–4             |
| Stahl Eisenhüttenstadt         | 1–5                             | باشگاه فوتبال گالاتاسرای     | 1–2      | 0–3             |
| باشگاه فوتبال ادنسه            | 1–4                             | باشگاه فوتبال بانیک استراوا  | 0–2      | 1–2             |
| Glenavon                       | 4–4 (قانون گل زده در خانه حریف) | باشگاه فوتبال تامپره یونایتد | 3–2      | 1–2             |
| باشگاه فوتبال زسکا مسکو        | 2–2 (قانون گل زده در خانه حریف) | باشگاه فوتبال آ.اس. رم       | 1–2      | 1–0             |
| باشگاه فوتبال نورشوپینگ        | 6–1                             | Jeunesse Esch                | 4–0      | 2–1             |
| باشگاه فوتبال سوانزی سیتی      | 1–10                            | باشگاه فوتبال موناکو         | 1–2      | 0–8             |
| Valur                          | 1–2                             | باشگاه فوتبال سیون           | 0–1      | 1–1             |
| باشگاه فوتبال پارتیزانی تیرانا | 0–1                             | باشگاه فوتبال فاینورد        | 0–0      | 0–1             |
| باشگاه فوتبال هایدوک اسپلیت    | 1–2                             | باشگاه فوتبال تاتنهام هاتسپر | 1–0      | 0–2             |
| باشگاه فوتبال والتا            | 0–4                             | باشگاه فوتبال پورتو          | 0–3      | 0–1             |

## دور دوم
| تیم ۱                        | نتیجه‌نهایی                      | تیم ۲                        | بازی رفت | بازی برگشت      |
| ---------------------------- | ------------------------------- | ---------------------------- | -------- | --------------- |
| باشگاه فوتبال اتلتیکو مادرید | 4–1                             | باشگاه فوتبال منچستر یونایتد | 3–0      | 1–1             |
| GKS Katowice                 | 0–4                             | باشگاه فوتبال کلوب بروژ      | 0–1      | 0–3             |
| باشگاه ورزشی وردر برمن       | 4–2                             | باشگاه فوتبال فرنتس‌واروش     | 3–2      | 1–0             |
| باشگاه فوتبال گالاتاسرای     | 2–2 (قانون گل زده در خانه حریف) | باشگاه فوتبال بانیک استراوا  | 0–1      | 2–1             |
| باشگاه فوتبال تامپره یونایتد | 3–6                             | باشگاه فوتبال آ.اس. رم       | 1–1      | 2–5             |
| باشگاه فوتبال نورشوپینگ      | 1–3                             | باشگاه فوتبال موناکو         | 1–2      | 0–1             |
| باشگاه فوتبال سیون           | 0–0 (3–5 ضربات پنالتی (فوتبال)) | باشگاه فوتبال فاینورد        | 0–0      | 0–0 (وقت اضافه) |
| باشگاه فوتبال تاتنهام هاتسپر | 3–1                             | باشگاه فوتبال پورتو          | 3–1      | 0–0             |

## یک‌چهارم نهایی
| تیم ۱                        | نتیجه‌نهایی                      | تیم ۲                        | بازی رفت | بازی برگشت |
| ---------------------------- | ------------------------------- | ---------------------------- | -------- | ---------- |
| باشگاه فوتبال اتلتیکو مادرید | 4–4 (قانون گل زده در خانه حریف) | باشگاه فوتبال کلوب بروژ      | 3–2      | 1–2        |
| باشگاه ورزشی وردر برمن       | 2–1                             | باشگاه فوتبال گالاتاسرای     | 2–1      | 0–0        |
| باشگاه فوتبال آ.اس. رم       | 0–1                             | باشگاه فوتبال موناکو         | 0–0      | 0–1        |
| باشگاه فوتبال فاینورد        | 1–0                             | باشگاه فوتبال تاتنهام هاتسپر | 1–0      | 0–0        |

## نیمه‌نهایی
| تیم ۱                   | نتیجه‌نهایی                      | تیم ۲                  | بازی رفت | بازی برگشت |
| ----------------------- | ------------------------------- | ---------------------- | -------- | ---------- |
| باشگاه فوتبال کلوب بروژ | 1–2                             | باشگاه ورزشی وردر برمن | 1–0      | 0–2        |
| باشگاه فوتبال موناکو    | 3–3 (قانون گل زده در خانه حریف) | باشگاه فوتبال فاینورد  | 1–1      | 2–2        |

## فینال
| باشگاه ورزشی وردر برمن             | ۲–۰                     | باشگاه فوتبال موناکو |
| ---------------------------------- | ----------------------- | -------------------- |
| کلاوس آلوفس ۴۰' · واینتون روفر ۵۵' | Report (archive) Report |                      |

## گلزنان برتر
| رتبه | بازیکن          | تیم                          | گل |
| ---- | --------------- | ---------------------------- | -- |
| ۱    | Péter Lipcsei   | باشگاه فوتبال فرنتس‌واروش     | ۶  |
| ۲    | پائولو فوتری    | باشگاه فوتبال اتلتیکو مادرید | ۵  |
| ۲    | مانول سانچز     | باشگاه فوتبال اتلتیکو مادرید | ۵  |
| ۴    | Rui Barros      | باشگاه فوتبال موناکو         | ۴  |
| ۴    | Roman Kosecki   | باشگاه فوتبال گالاتاسرای     | ۴  |
| ۴    | واینتون روفر    | باشگاه ورزشی وردر برمن       | ۴  |
| ۴    | برند شوستر      | باشگاه فوتبال اتلتیکو مادرید | ۴  |
| ۴    | ژرژ وه‌آ         | باشگاه فوتبال موناکو         | ۴  |
| ۹    | مارکو بوده      | باشگاه ورزشی وردر برمن       | ۳  |
| ۹    | فوکه بوی        | باشگاه فوتبال کلوب بروژ      | ۳  |
| ۹    | آندریا کارنئوال | باشگاه فوتبال آ.اس. رم       | ۳  |
| ۹    | گوردون دوری     | باشگاه فوتبال تاتنهام هاتسپر | ۳  |
| ۹    | Stefan Kohn     | باشگاه ورزشی وردر برمن       | ۳  |
| ۹    | امیل کوستادینف  | باشگاه فوتبال پورتو          | ۳  |
| ۹    | Frank Neubarth  | باشگاه ورزشی وردر برمن       | ۳  |
| ۹    | ژرالد پاسی      | باشگاه فوتبال موناکو         | ۳  |